# Formante (acustica)

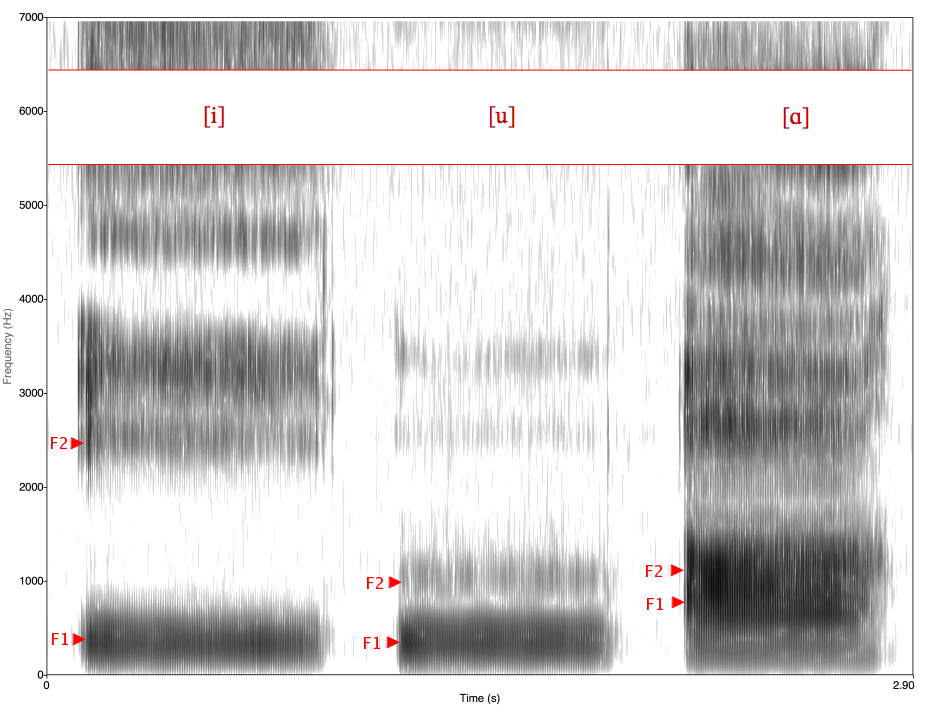
Spettrogramma delle vocali in Inglese Americano /[i, u, ɑ]/ che mostrano le formanti F_{1} e F_{2}

Con formante si intende una frequenza di risonanza (anche chiamata frequenza caratteristica) attorno alla quale un suono spettralmente ricco mostra un picco di ampiezza. 
Nella voce umana sono presenti diverse formanti, dovute alle risonanze del tratto vocale, termine con il quale si designa la complessa architettura delle cavità oto-rino-faringee. Le posizioni delle formanti sono parzialmente modulabili volontariamente, e questo è esattamente il meccanismo di emissione, e di riconoscimento, delle vocali.
Le formanti si indicano con la lettera F maiuscola, seguita da un ordinale a partire da 1, in ordine crescente di frequenza. In prima approssimazione, una specifica vocale è identificata dal rapporto tra seconda e prima formante: {\displaystyle F2/F1}. Le altre formanti definiscono "sfumature" linguistiche, dialettali e personali. In un piano F2 versus F1, ogni vocale occupa quindi una determinata superficie chiusa di forma all'incirca circolare.
Le formanti non devono essere confuse con le costituenti armoniche del suono, in particolare della voce, che in stato stazionario (vocale) è un'emissione armonica, con forma d'onda all'incirca a dente di sega, tipica dei meccanismi di emissione ad ancia. Le "corde vocali" agiscono di fatto come un'ancia, interrompendo il flusso d'aria emessa.
In un'emissione vocalica, abbiamo quindi uno spettro armonico (la nota emessa, che è presente anche nel parlato non cantato), il cui profilo spettrale, già decrescente con la frequenza, viene ulteriormente plasmato dal profilo formantico applicato dalla postura scelta per il tratto vocale.
L'emissione consonantica è più complessa, e comprende anche transitori, rumore bianco e colorato.
Formanti si individuano anche nei suoni emessi da strumenti acustici, ed anzi sono proprio le formanti a contribuire spesso ad uno specifico timbro strumentale. Nei cordofoni, le formanti sono il risultato delle risonanze della tavola armonica e delle casse (accoppiate tra loro).
Formanti ai suoni in arrivo vengono applicate anche dalla testa e soprattutto dai padiglioni auricolari. La posizione di queste formanti dipende dall'angolo di incidenza, e l'individuazione di rette formanti direzionali è uno dei tanti meccanismi che permettono al sistema auditivo di individuare la direzione di provenienza di un suono, risolvendo l'ambiguità zenitale e avanti-dietro che non sarebbe eliminabile sulla base dei soli meccanismi binaurali.